# Willy Ronis
Willy Ronis (Parigi, 14 agosto 1910 – Parigi, 12 settembre 2009) è stato un fotografo francese che si era dedicato alle immagini prese dal vivo (sur le vif) e in bianco e nero. Fu uno dei più importanti rappresentanti del movimento chiamato la Fotografia umanista.

## Biografia
Willy Ronis era figlio di un emigrato ebreo di Odessa, in Ucraina, e di una pianista ebrea lituana, sfuggiti dai pogrom all'inizio del XX secolo. Melomani, si incontrarono in una compagnia di esiliati russi e si stabilirono nel IX arrondissement di Parigi. Dopo aver lavorato in uno studio di fotografia famoso, il padre aprì il proprio studio sotto lo pseudonimo di Roness. Willy nacque a Parigi ai piedi della collina di Montmartre.
Nel 1929, Willy Ronis s'iscrisse alla facoltà di diritto, benché sperasse di divenire compositore. Ma, quando tornò dal servizio militare, nel 1932, il padre, assai malato, gli chiede di aiutarlo allo studio. Non si interessava molto alla fotografia convenzionale, ma si entusiasmò per le mostre fotografiche. Le sue opinioni politiche lo portavano chiaramente a sinistra: fece fotografie per le manifestazioni operaie del 1934. Nel 1936, il padre morì, lo studio venne venduto e la famiglia se ne andò nel XI arrondissement di Parigi.
Da questo momento, si dedicò al reportage. Con lo sviluppo del movimento del Fronte Popolare, ideali comuni accomunavano Ronis a Robert Capa e a David «Chim» Seymour, fotografi allora già famosi. Incontrò anche Kertész, Brassaï e Cartier-Bresson. Ma, in confronto alla visione di questi ultimi, Willy Ronis sviluppò una vera originalità, segnata dall'attenzione portata all'«armonia corale dei movimenti di follia ed alla gioia delle feste popolare».
Dopo la seconda guerra mondiale, entrò nell'agenzia Rapho e, col sostegno del suo amico Romeo Martinez, collaborò alle riviste Regards, Time e Life.
Belleville-Ménilmontant, Sur le fil du hasard e Mon Paris sono fra i libri più importanti pubblicati da Ronis. Si è detto che era, con Robert Doisneau e Édouard Boubat, «uno dei fotografi maggiori di questa scuola francese del dopo guerra che ha saputo conciliare con ingegno i valori umanistici e le esigenze estetiche del realismo poetico». Partecipò negli anni 1950 a Le Groupe des XV, insieme a Robert Doisneau, Pierre Jahan e René-Jacques, per difendere la fotografia come vera espressione artistica. Nel 1953 Edward Steichen lo selezionò, insieme a Henri Cartier-Bresson, Robert Doisneau, Izis e Brassaï, per una esibizione al Museum of Modern Art di New York intitolata "Five French Photographers".
Nel 1957 la biennale di Venezia gli conferisce la medaglia d'oro.
Negli anni 1970-1980, in parallelo alle sue attività di fotografo, dedicò gran parte del proprio tempo all'insegnamento: alla Scuola di Arte di Avignone, poi alle facoltà di Aix-en-Provence e di Marsiglia, dove creò un corso di storia della fotografia. Nel 1972, si sistemò a L'Isle-sur-la-Sorgue (nel dipartimento della Valchiusa).
Nel 1983, seguendo i consigli di Guy Le Querrec, Claude Nori pubblicò la sua prima monografia Sur le fil du hasard, opera che otterrà il premio Nadar e che l'incoraggerà a tornare sulla scena per nuovi progetti.
In questo stesso 1983, ha fatto dono della sua opera allo Stato francese.
Nel 2001, creò la sua ultima serie di fotografie.
Oggi, l'opera di Willy Ronis è esposta nel mondo intero e le sue immagini figurano nelle collezioni più famose dei più grandi musei.
Morì nella notte tra l'11 e il 12 settembre 2009, all'età di 99 anni.

## Grandi esposizioni
- 1951: Museum of Modern Art (MoMa), Cinque fotografi francesi, Willy Ronis, Henri Cartier-Bresson, Robert Doisneau, Brassaï, Izis Bidermanas[6]
- 1992: Willy Ronis al Museo di Brest, dal 6 novembre al 6 dicembre, invitato dall'associazione «Camera Obscura».
- 2001: Willy Ronis, invitato principale della prima edizione delle Transphotographiques
- 2005-2006: Retrospettiva Ronis all'Hôtel de Ville di Parigi[7]
- 2010: Willy Ronis alla Monnaie de Paris dal 16 aprile al 22 agosto 2010, esposizione organizzata dal Jeu de Paume e dalla Monnaie de Paris.

## Pubblicazioni
- Sur le fil du hasard, 1981 (premio Nadar)
- Mon Paris, Denoël, Parigi, 1985
- Sur le fil du hasard, Contrejour, Parigi, 1991
- A nous la vie! : 1936-1958, con Didier Daeninckx, Hoëbeke, Parigi, 1996
- Vivement Noël!, con Daniel Picouly, Hoëbeke, Parigi, 1997
- Toutes belles, con Régine Desforges, Hoëbeke, Parigi, 1999
- Willy Ronis, Actes Sud, Arles, 2005
- Derrière l'objectif: Photos et propos, Hoëbeke, Parigi, 2001
- Pour la liberté de la Presse, Reporters Sans Frontières, Parigi, 2001
- Paris, éternellement, con Daniel Karlin, Hoëbeke, Parigi, 2005
- Ce jour-là, Mercure de France, coll. Traits portraits, 2006
- La montagne, Terre Bleue, Parigi, 2006
- Paris-couleurs, con Michel Boujut, Le Temps qu'il fait, Cognac, 2006
- Les chats de Willy Ronis, Flammarion, Parigi, 2007
- Nues, con Philippe Sollers, Terre Bleue, Parigi, 2008
- Provence, Hoëbeke, Parigi, 2008

## Decorazione
- Chevalier de la Légion d'honneur (1991)
- Officier de la Légion d'honneur (2008)[8]